# Jensen GT
Jensen GT — британський спортивний автомобіль. Був представлений компанією Jensen Motors у 1975 р., як версія купе-універсал ("Шутінг-брейк") моделі Jensen-Healey. Новий автомобіль виконали по схемі 2+2 з дуже тісними задніми сидіннями. Окрім форми кузова та сидінь, значних відмінностей щодо родстера не було. Розгін та максимальна швидкість трохи знизились через більшу масу та додаткове екологічне обладнання на двигуні. 
Протягом короткого періоду виробництва з вересня 1975 р. по травень 1976 р. було виготовлено 551 Jensen GT. Після цього часу компанія Jensen перейшла під конкурсне управління.
Журнал Autocar писав, що останні власники марки, Jensen Group були готові розпочати виробництво нових, вручну виконаних Jensen GT у 2016 р. Станом до 2018 р. цього не відбулося.

## Галерея

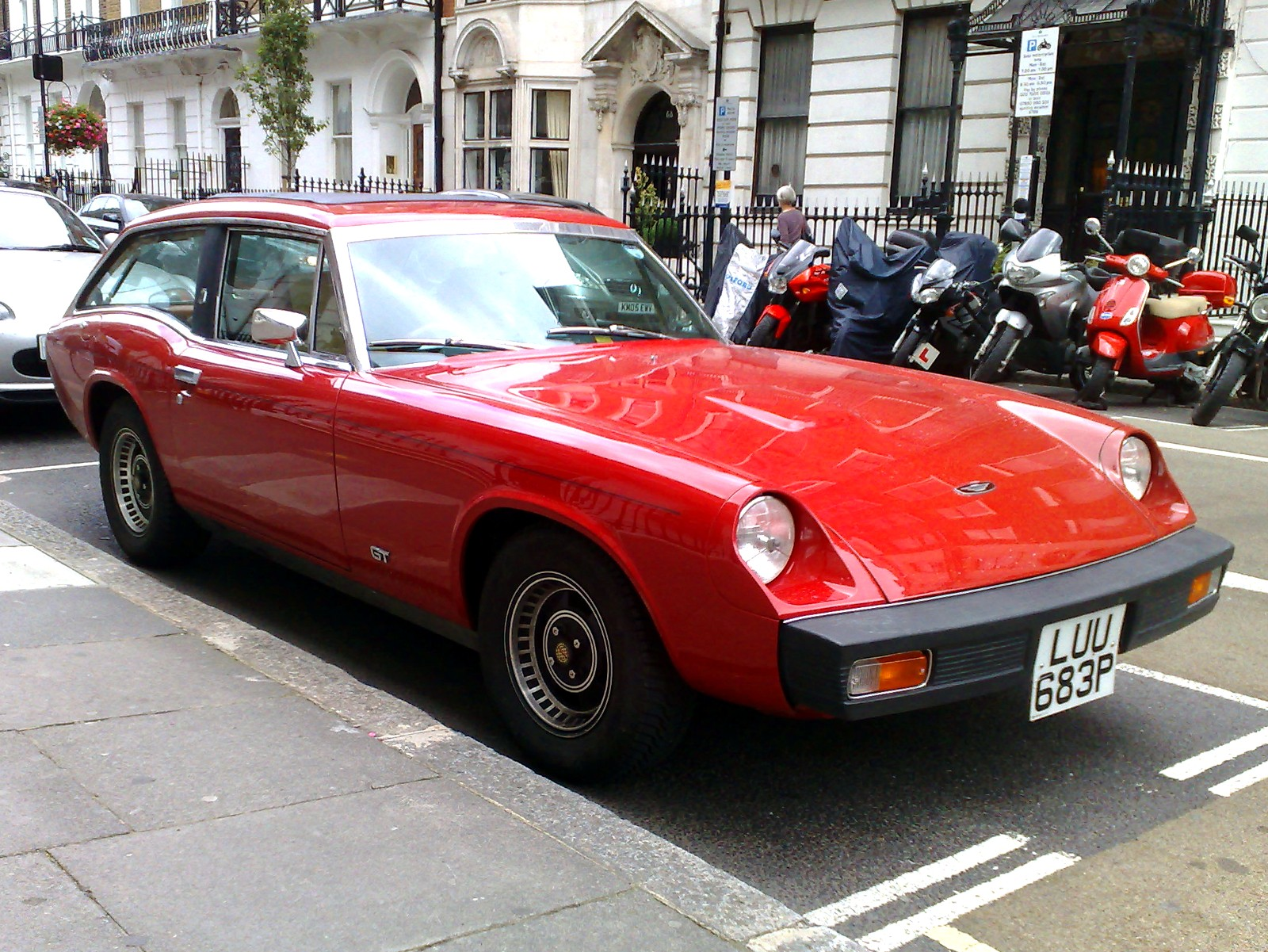
Jensen GT
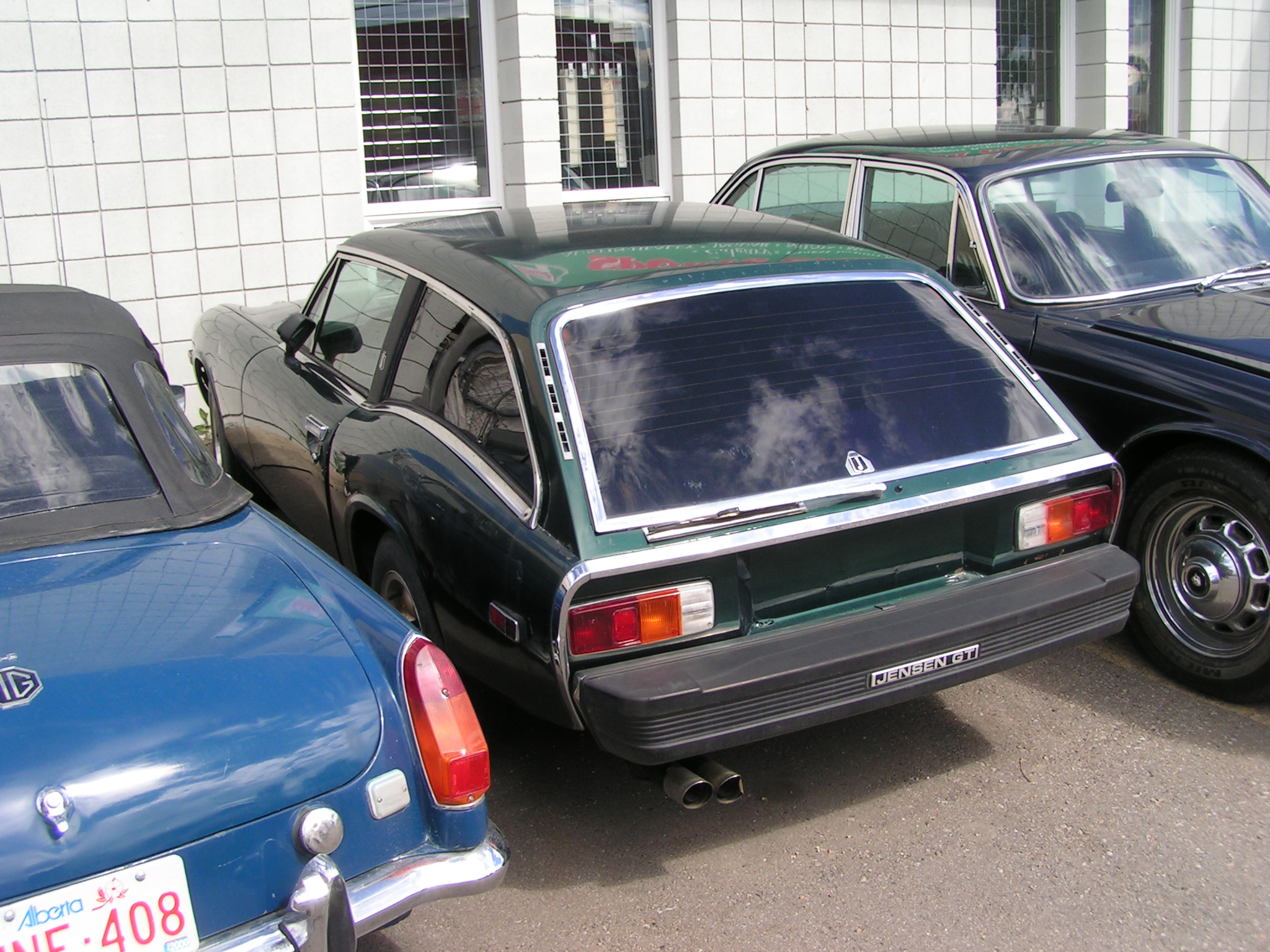
Jensen GT (ззаду)